# Молодове
Молодове (інші назви — Молодова, Молодово) — колишнє село в Україні, у Чернівецькій області, Сокирянському районі.

## Історія
Перша письмова згадка про село знаходиться в грамоті молдавського господаря Єремії Могили від 27 червня 1604 року. З тексту цієї грамоти відомо, що село Молодова в своєму тодішньому розташуванні та під тією ж назвою існувало до того не менше 200 років.
За даними 1885 року: «Молодова — село царачьке при річці Дністер, 1220 осіб, 224 двори, православна церква, школа.». Входило до складу Романкоуцької волості Хотинського повіт.
За даними «Історії міст і сіл УРСР», «МОЛОДОВЕ — село, центр сільської Ради. Розташоване на правому березі Дністра, за 45 км від райцентру, за 13 км від станції Вашківці Львівської залізниці. Населення — 601 чоловік. Сільраді підпорядковані села Братанівка, Лопатів, Покровка.»
Було затоплено під час будівництва Дністровської ГЕС в 1981 році.

## Уродженці села
- Коломієць Лідія Іванівна (нар. 03.06.1949 - пом. жовтень 2018) – педагог, лауреат премії ім. Омеляна Поповича.

## Географічне розташування
Було розташоване на правому березі річки Дністер.